# کالج سلطنتی روانپزشکان
کالج سلطنتی روانپزشکان (انگلیسی: Royal College of Psychiatrists) سازمان اصلی و تخصصی روانپزشکان در بریتانیا، و مسئول نمایندگی روانپزشکان، برای تحقیقات روانپزشکی و ارائه اطلاعات عمومی در مورد مشکلات سلامت روانی است. این کالج برای کسانی که مسئول آموزش و صدور گواهینامه روانپزشکان در انگلستان هستند مشاوره می‌دهد. علاوه بر انتشار بسیاری از کتاب‌ها و تولید مجلات مختلف، کالج اطلاعات عمومی در مورد مشکلات سلامت روان را برای عموم فراهم می‌کند. دفاتر آن در خیابان 21 Prescot در لندن، نزدیک Aldgate قرار دارد. کالج قبلاً در بلگریو اسکوئر قرار داشت.

## جُستارهای وابسته
- انجمن روان‌پزشکی آمریکا